# Хронологія декриміналізації гомосексуальних відносин
Гомосексуальні відносини (як правило чоловічі) раніше в багатьох країнах світу були криміналізовані. Однак в силу низки історичних процесів поступово почалась відбуватися декриміналізація таких стосунків. У XX столітті відбулися істотні зміни в цьому питанні. 
Нижче в хронологічному порядку розташовані держави за датою скасування в них кримінального переслідування гомосексуальних стосунків, а також найбільш значні події, пов'язані з процесом декриміналізації. 

## Не були криміналізовані
Існує низка держав, в яких добровільні гомосексуальні відносини між дорослими людьми взагалі ніколи не були криміналізовані: 
- Буркіна-Фасо
- Демократична Республіка Конго
- Габон
- Кот-д'Івуар
- Мадагаскар
- Малі
- Нігер
- Республіка Конго
- Руанда

## XVIII століття
- 1790: Андорра

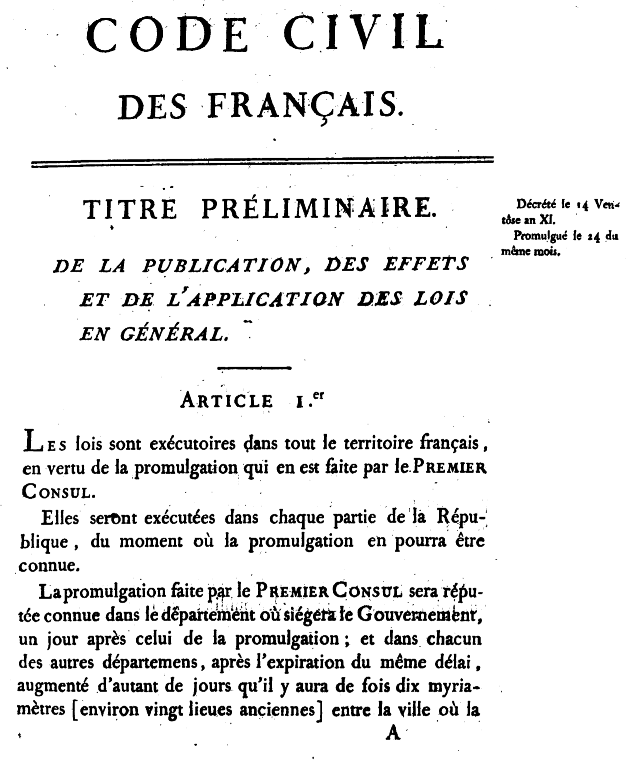
Кодекс Наполеона закріпив у багатьох країнах декриміналізацію гомосексуальності

- 1791: Франція . Кримінальне переслідування гомосексуальності було скасовано під час Великої французької революції .
- 1793: Монако
- 1795: Люксембург

## XIX століття
- 1811: Нідерланди (в 1911 році введена стаття стаття 248-bis, що криміналізувала одностатеві контакти з особами молодше 21 року).
- 1813: Баварія (в зв'язку з введенням Кодексу Наполеона).
- 1830: Бразилія .
- 1832 В кримінальному законодавстві Російської імперії було введено кримінальне переслідування гомосексуалів, яке передбачало позбавлення всіх прав суспільного стану і заслання до Сибіру на 4-5 років за «мужолозтво». Ця норма виникла в ході копіювання Росією німецького кримінального кодексу.
- 1858: Туреччина .
- 1860: Цілий ряд королівств Італії у зв'язку з введенням Кодексу Наполеона
- 1867 Кот-д'Івуар .
- 29 серпня 1867 року адвокат Карл-Генріх Ульріхс на Конгресі німецьких юристів в Мюнхені заявив, що антигомосексуальне законодавство повинно бути скасоване. Це було перша публічна заява подібного роду в новітній історії.
- 1871: Мексика і Гватемала .
- 1880: Парагвай і Японія (в останній гомосексуальність була криміналізована в 1873 році).
- 1887: Аргентина .
- 1890: Італія на загальнонаціональному рівні (переслідування відновилися в період диктатури Муссоліні, хоча офіційно кримінального покарання не було 27[джерело?] )

## Перша половинаXX століття
- 1917: Росія ( РРФСР ). Кримінальна відповідальність скасована в результаті невизнання РРФСР законів Російської імперії, проте для чоловіків кримінальна відповідальність була знову введена в 1934 році .
- 1932: Польща (гомосексуали переслідувалися в період нацистської окупації)
- 1933: Данія (гомосексуали переслідувалися в період нацистської окупації)
- 1934: Уругвай
- 1940: Ісландія
- 1942: Швейцарія
- 1943: Бельгія (закон підписано урядом у вигнанні, фактично - з 1945)
- 1 944: Швеція

## 1950-ті роки
- 1951: Греція, Йорданія (включаючи палестинський Західний берег)
- 1953: НДР (частково)
- 1956: Таїланд

## 1960-ті роки
- 1962: Угорщина і Чехословаччина
- 1967: Англія і Уельс, Чад
- 1968: Болгарія і НДР (остаточно)
- 1969: Канада і ФРН (частково)

## 1970-ті роки
- 1971: Австрія, Коста-Рика, Нідерланди, Фінляндія
- 1972: Норвегія
- 1973: Мальта
- 1977: Соціалістична Федеративна Республіка Югославія
- 1979: Іспанія, Гуам, Куба [3]

## 1980-ті роки

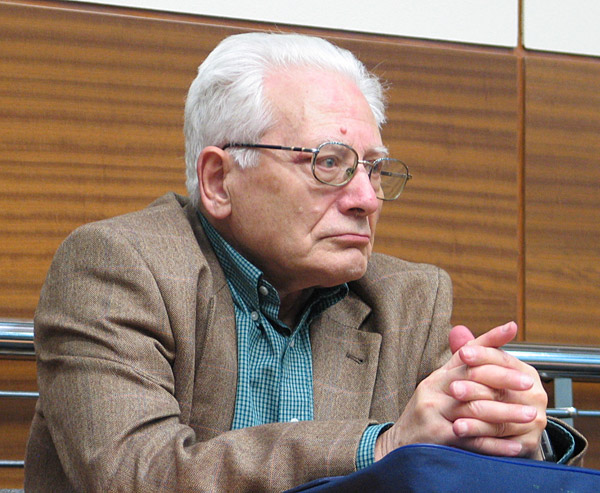
«На нараді вчених-сексологів соціалістичних країн в Лейпцигу (1981) відомий сексолог з НДР Зігфрід Шнабль несподівано запитав, в яких країнах існує анти-гомосексуальна законодавство і чим воно мотивується, і виявилося, що воно є тільки в СРСР (румунських представників на нараду не було) » Ігор Кон

- 1980: Шотландія
- 1981: Колумбія ,
- 1982: Північна Ірландія
- 1983: Португалія
- 1986: Гаїті, Нова Зеландія
- 1988: Ізраїль
- 1989: Ліхтенштейн

## 1990-ті роки
- 1991: Багамські острови
- 1992: Латвія, Україна, Естонія
- 1993: Ірландія, Литва, Росія . При цьому в Росії раніше засуджені були реабілітовані.
- 1994: Білорусія, Бермудські Острови, Сербія (переслідування було знову введено після розпаду Югославії), ПАР, Німеччина (повністю у зв'язку з об'єднанням НДР і ФРН)
- 1994: В Австралії на загальнонаціональному рівні, Острів Мен
- 1995: Албанія, Молдова
- 1996: Республіка Македонія (переслідування було знову введено після розпаду Югославії), Румунія (частково)
- 1997: В Китаї скасовано поняття «хуліганство» в кримінальному праві, по якій іноді переслідували і гомосексуалів. Еквадор
- 1998: Боснія і Герцеговина (переслідування було знову введено після розпаду Югославії), Республіка Кіпр, Казахстан, Киргизія, Таджикистан, Чилі .

## 2000-ні роки
- 2000: Азербайджан, Британські Віргінські острови, Грузія, Кайманові острови, Монтсеррат
- 2001: Сан-Марино, Румунія (повністю)
- 2002: Вірменія, Монголія
- 2003: За рішенням Верховного суду США гомосексуальність декриміналізовано на загальнонаціональному рівні (до цього моменту кілька штатів зберігали кримінальне переслідування). Ірак
- 2004: Кабо-Верде
- 2005: Пуерто-Рико
- 2007: Непал, Ніуе, Токелау
- 2008: Нікарагуа [4], Панама
- 2009: Бенін, Індія [5] (у 2013 році рішення щодо декриміналізації скасовано [6], в 2018 знову прийнято [7] )

## 2010-ті роки
- 2010: Фіджі[8]
- 2011: Сан-Томе і Принсіпі
- 2013: В Індії була знову введена кримінальна відповідальність за гомосексуальність, скасована в 2009 році
- 2014: Турецька Республіка Північного Кіпру, Палау
- 2015: Мозамбік[9]
- 2016: Науру, Сейшельські острови, Беліз[10]
- 2018: Індія (повторна декриміналізація)[7], Тринідад і Тобаго
- 2019: Бутан, Ботсвана, Ангола (прийняття нового Кримінального кодексу, який замінив португальська колоніальний)[11].
- 2020: Габон[12].